# Molle Kanmert Sjölander
Malin Molle Viktoria Kanmert Sjölander, ursprungligen Malin Viktoria Kanmert, född 12 april 1967 i Visnums församling i Värmlands län, är en svensk översättare från engelska. 
Hon har varit yrkesöversättare sedan tidigt 1990-tal och har översatt mer än 100 böcker. Hennes översättning av Caitlin Morans Konsten att vara kvinna fick ett hedersomnämnande vid prisceremonin för Årets översättning 2012 med motiveringen "för att hon har lyckats fånga originalets kaxiga humor och går på djuphavsfiske i den svenska ordskatten." Hon var också en av de översättare som gjorde en turboöversättning av J. K. Rowlings Den tomma stolen 2012.

## Översättningar (urval)
- David Stout: Färgade hemligheter: en roman byggd på avrättningen av USA:s yngste mördare (Carolina skeletons) (Wiken, 1990)
- Michael Crichton: Urtidsparken (Jurassic Park) (Bra böcker, 1992)
- William Gibson: Virtual light (Virtual light) (Norstedt, 1994)
- Val McDermid: Under ingrodda ärr (The wire in the blood) (Anamma, 1998)
- Douglas Coupland: Girlfriend in a coma: ledmotiv till jordens undergång (Girlfriend in a coma) (Tivoli, 1999)
- Julian Gough: Juno och Juliet (Juno & Juliet) (Bonnier, 2001)
- Zadie Smith: Autografjägaren (The autograph man) (Bonnier, 2003)
- Jonathan Safran Foer: Äta djur (Eating animals) (Norstedt, 2011)
- Jo Baker: Huset Longbourn (Longbourn) (Wahlström & Widstrand, 2014)